# Rajd Małopolski

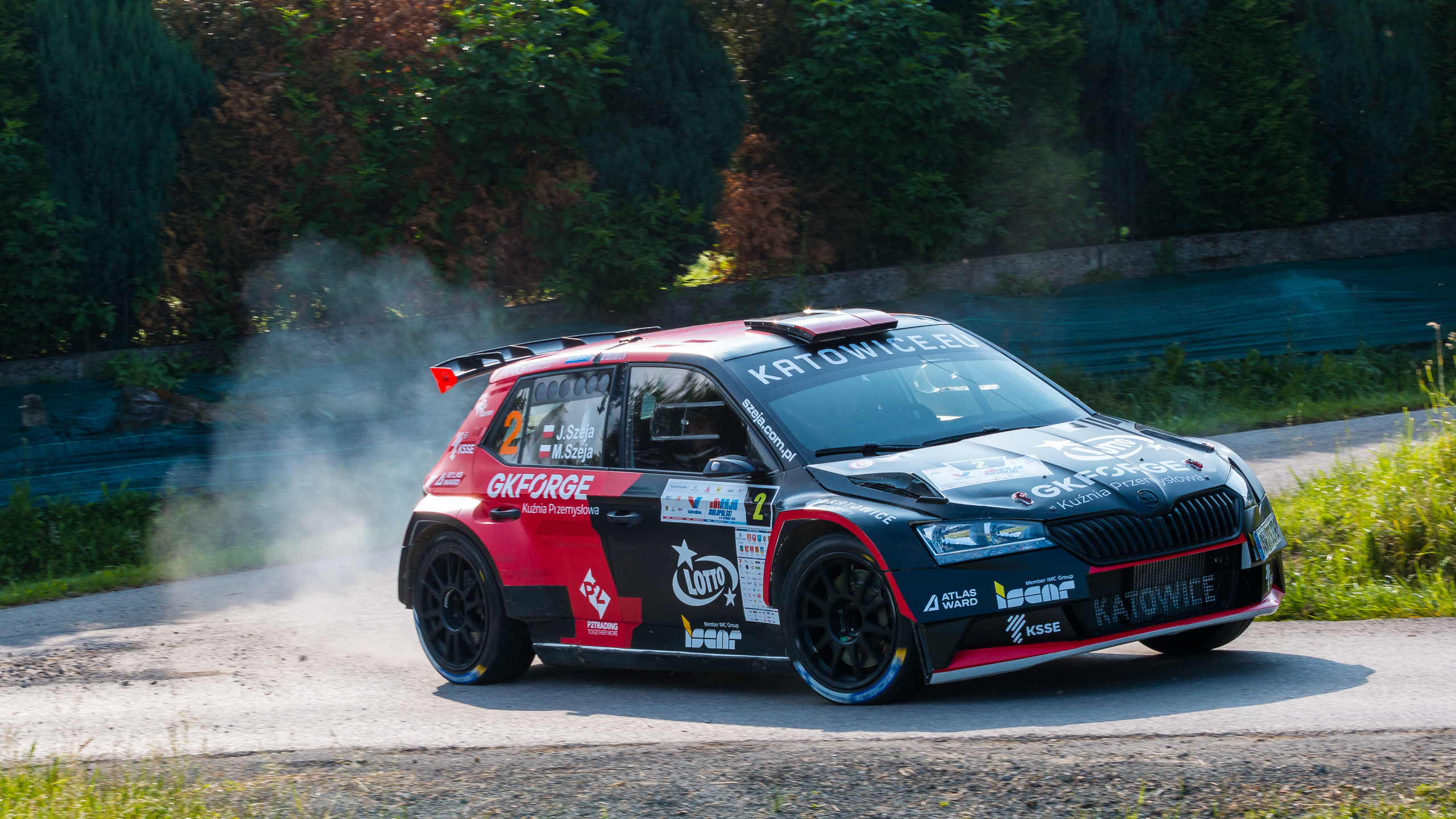
Mistrz Polski 2024 Jarosław Szeja na trasie Valvoline Rajdu Małopolskiego 2024.

Rajd Małopolski – rajd samochodowy będący jedną z rund Rajdowych Mistrzostw Polski. Pierwsza edycja rajdu odbyła się w 2021 roku, organizowana przez Automobilklub Śląski. Pierwsze dwie edycje rozegrano w ramach  Rajdowych Samochodowych Mistrzostw Śląska, w roku 2023 jest to eliminacja Rajdowych Samochodowych Mistrzostw Polski. Trasy rajdu zlokalizowane są wokół Makowa Podhalańskiego, Suchej Beskidzkiej i Wadowic. Od 2024 roku organizatorem wydarzenia jest Fundacja Sporty Motorowe. 

## Zwycięzcy Rajdu Małopolskiego[2]
| Rok  | Rajd                         | Kierowca         | Pilot              | Samochód               | Seria |
| ---- | ---------------------------- | ---------------- | ------------------ | ---------------------- | ----- |
| 2021 | 1. Rajd Małopolski           | Rafał Pochłopień | Bartłomiej Wątroba | Peugeot 208 R2         | RSMŚ  |
| 2022 | 2. Rajd Małopolski           | Dariusz Poloński | Łukasz Sitek       | Volkswagen Polo GTI R5 | RSMŚ  |
| 2023 | 3. Valvoline Rajd Małopolski | Grzegorz Grzyb   | Adam Binięda       | Škoda Fabia Rally2 evo | RSMP  |
| 2024 | 4. Valvoline Rajd Małopolski | Jarosław Szeja   | Marcin Szeja       | Škoda Fabia Rally2 evo | RSMP  |
| 2025 | 5. Valvoline Rajd Małopolski | Jakub Matulka    | Damian Syty        | Škoda Fabia RS Rally2  | RSMP  |